# Hanuman
Hanuman (AFI: /hʌnʊˈmɑn/; en sànscrit: हनुमान्,) és una divinitat hindú amb aspecte de mico antropomòrfic, company i devot del rei déu Rama segons la mitologia hindú. El seu nom en sànscrit significa 'el que té unes grans mandíbules'.
És un personatge central de l'epopeia del Ramaiana, on ajuda a Rama a trobar la seva dona Sita i a lluitar contra l'exèrcit del dimoni Ravana. També apareix esmentat a molts altres textos, com el Mahabharata, a diversos Puranes i en alguns textos jainistes. Alguns d'aquests el presenten com una encarnació del déu Xiva.
Posseeix un poder i una força extraordinàries, i és capaç d'aixecar muntanyes i matar dimonis. La seva principal característica és la fidelitat completa al déu Rama (que és un avatar de Vixnú). És doncs la imatge del deixeble perfecte. Se'l representa amb una maça i és el protector dels enamorats, símbol de lleialtat, valor, fidelitat, abnegació i amistat. En l'hinduisme modern és una deïtat molt popular.

## Biografia

### Naixement
Segons les llegendes hindús, Hanuman va néixer d'Anjana i el seu pare Kesari. També es diu que Hanuman és fill de la deïtat Vayu (déu del vent), a causa de les llegendes associades al paper de Vayu en el naixement de Hanuman. Una història esmentada en Eknath's Bhavartha Ramayana (s.XVI dC) afirma que quan Anjana adorava Xiva, el Rei Dasharatha d'Ayodhya, també estava duent a terme el ritual de Putrakama yagna per tal de tenir fills. Com a resultat, va rebre algun puding sagrat (anomenat payasam), per a ser compartit per les seves tres dones, propisciant els naixements de Rama, Lakshmana, Bharata i Shatrughna. Per ordre diví, un milà va arrabassar un fragment d'aquell budell i el va deixar caure mentre sobrevolava el bosc, on Anjana es dedicava a pregar. Vayu, la deïtat del vent, va lliurar el budell que va caure a les mans esteses d'Anjana i la va consumir. Com a resultat, Hanuman va néixer.
El Ramayana localitza el lloc del naixement de Hanuman a Kishkinda. Anjeneri Anjanadri (a prop de Hampi), al districte de Gangavathi Taluk Koppal. Karnataka és doncs un dels llocs que diuen ser la ubicació de Kishkinda.

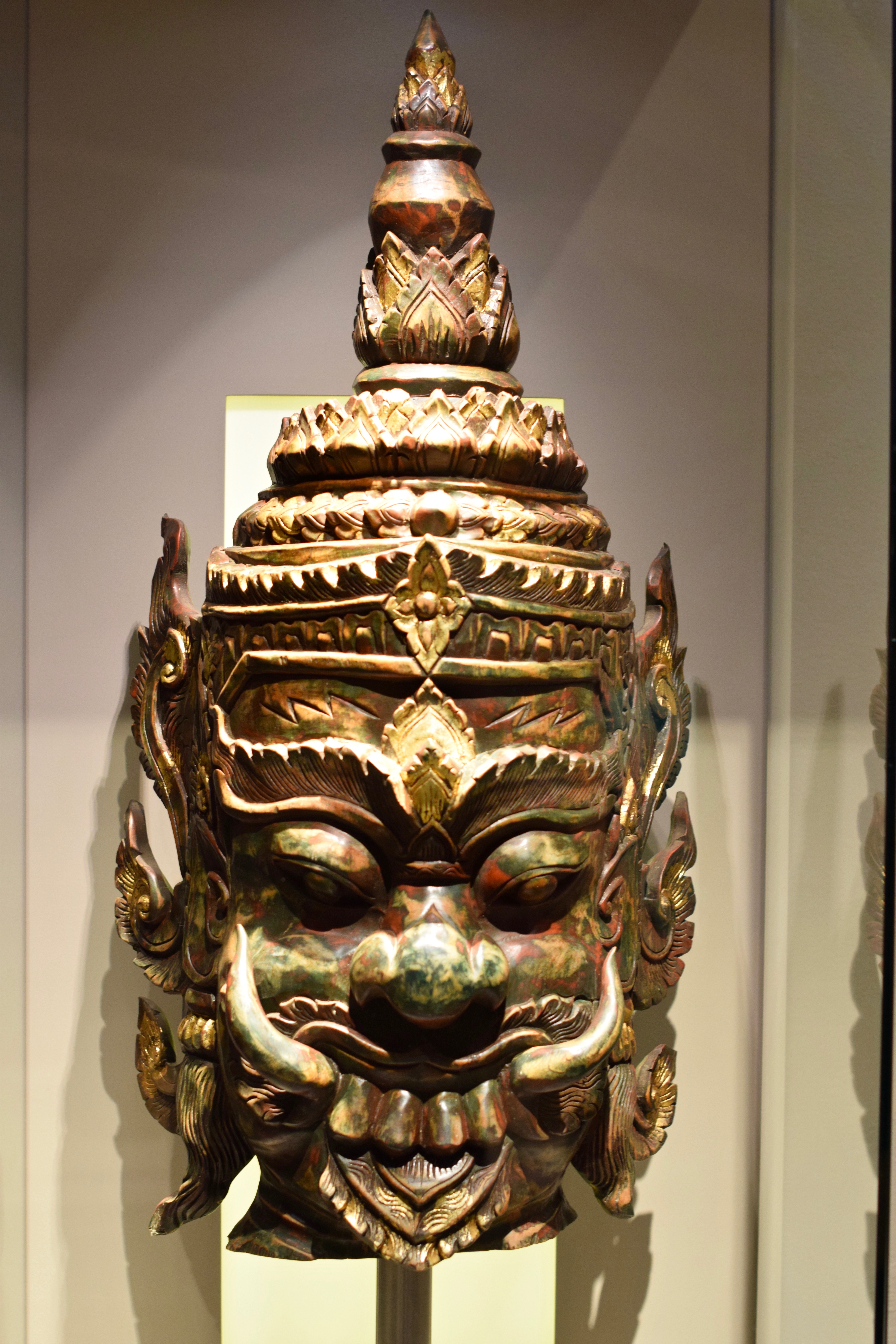
Cap de Hanuman, fusta tallada i policromada, procedent de Tailàndia.

### Infància
Segons el Ramayana de Valmiki, un matí de la seva infantesa, Hanuman tenia fam i va veure el sol creixent de color vermell. Confonent-la amb una fruita madura, va saltar per menjar-se-la. En una versió de la llegenda, el rei dels déus Indra va intervenir i va colpejar Hanuman amb el seu tro. Va donar-li un cop a la mandíbula, i va caure a terra mort i amb la mandíbula trencada. El seu pare Vayu (aire), segons Ramayana (secció 4.65) es va molestar i es va retirar. La manca d'aire va crear un immens sofriment a tots els éssers vius. Això va portar al senyor Shiva, a intervenir i reanimar a Hanuman, fet que va impulsar Vayu a tornar entre els éssers vius. Com a error que va cometre el déu Indra, concedí a Hanuman el desig que el seu cos fos tan fort com el de vajra d'Indra i que aquest no el pogués perjudicar. Juntament amb Indra, altres déus també li van regalar desitjos, com per exemple el déu Agni li va concedir que el foc no el perjudiqués, el déu Varuna que l'aigua no li fes mal, el déu Vayu que sigués tan ràpid com el vent i que aquest no el ferís de cap manera. Brahma també li va concedir que es pogués moure en qualsevol lloc i que no el poguessin detenir enlloc. Per acabar, Vishnu també va donar-li una arma, gada, que ell mateix havia demanat. Per tant, aquests desitjos fan a Hanuman immortal, amb uns poders força únics.

En una altra versió de la llegenda de la seva infància, on Lutgendorf afirma que és probable que sigui més antiga i que també es troba en textos jaines com el Dhurtakhyana del segle viii, el salt de Hanuman cap el sol resulta fatal, es crema esdevenint cendres conseqüència de la proximitat amb el sol. Les seves cendres cauen sobre la terra i els oceans. Després, els déus recullen les cendres i els seus ossos de la terra i, amb l'ajuda dels peixos i de l'aigua, el poden recomposar. Són capaços de trobar totes les parts del cos excepte un fragment de la seva mandíbula. El seu besavi per part de mare demana a Surya que li restitueixi la vida. Surya el retorna a la vida, però Hanuman es queda amb una mandíbula desfigurada. Es diu que passà d'aquesta manera la seva infància a Kishkindha. Temps després d'aquest esdeveniment, Hanuman comença a utilitzar els seus poders sobrenaturals sobre persones innocents, com a simples bromes, fins que un dia li fa una mala passada a un savi meditant. Furiós, el savi maleeix Hanuman per oblidar la gran majoria dels seus poders.

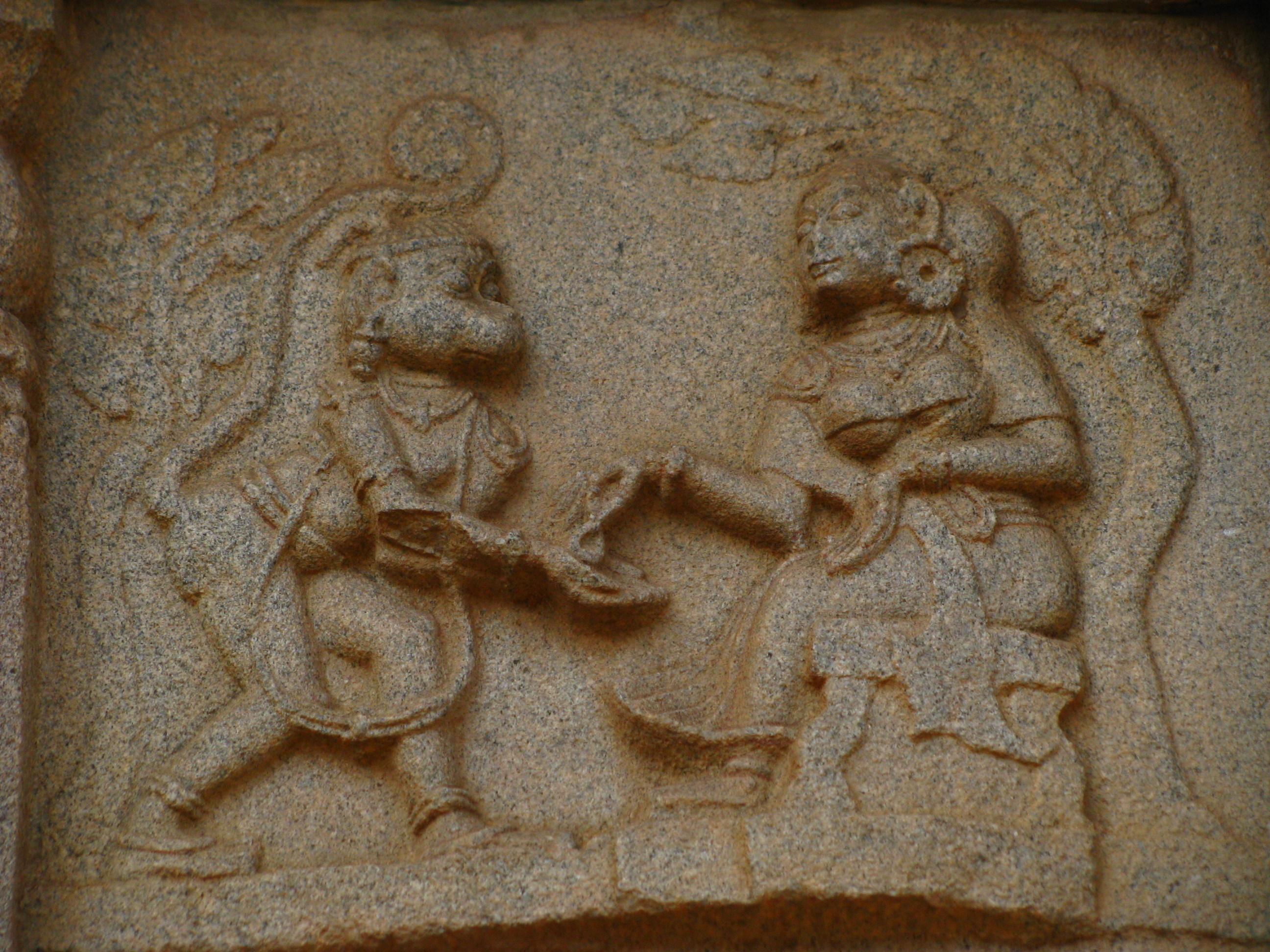
Hanuman agafant l'anell de la deessa Sita (Temple de Hampi, Karnataka)

### Edat adulta
Hi ha molta variació entre el que passa a la seva infància i els esdeveniments del Ramayana, però la seva història es torna molt més sòlida al relat que ens fa el Ramayana. Després que Rama i el seu germà Lakshmana, a la recerca de la dona segrestada de Rama, Sita, arribin a Kishkindha, el nou rei i el nou aliat de Rama, el rei mico Sugriva, accepta enviar els exploradors en les quatre direccions per buscar la dona desapareguda. Al sud, Sugriva envia a Hanuman i alguns altres, entre ells, el gran os Jambavan. Aquest grup viatja fins a l'extrem més meridional de l'Índia, on es troben l'oceà i l'illa de Lanka (l'actual Sri Lanka) visible a l'horitzó. El grup vol investigar l'illa, però cap d'ells sap nedar ni saltar (era habitual que aquests poders sobrenaturals fossin comuns entre els personatges d'aquestes èpiques). Tanmateix, Jambavan sap per fets anteriors, que Hanuman solia ser capaç de fer aquesta gesta amb facilitat, així que aixeca la maledicció.
Havent-se desfet de la maledicció, Hanuman recorda tots els seus poders divins. Es diu que es transforma en la mida de la muntanya i que vola per l'estret canal fins a Lanka. En aterrar, descobreix una ciutat poblada pel malvat rei Ravana i els seus seguidors de dimonis, de manera que es redueix a la mida d'una formiga i s'enfonsa a la ciutat. Després de buscar la ciutat, descobreix a Sita en un bosquet, vigilat per dimonis guerrers. Quan tots s'adormen, es reuneix amb Sita i discuteixen com ha pogut ell trobar-la. Sita revela que Ravana la va segrestar i que ara l'obligarà a casar-se aviat. S'ofereix a rescatar-la, però Sita s'hi nega, afirmant que és el seu marit qui ha de fer-ho, segons les creences de l'Índia antiga).

El que passa després no se sap amb certesa, però diu una llegenda que després de visitar a Sita, comença a destruir el bosquet, provocant la seva captura. Independentment de la versió del relat, acaba capturat a la cort de Ravana, que riu quan Hanuman li diu que Rama vindrà a endur-se a Sita. Ravana ordena als seus servents que encenguin la cua de Hanuman al foc, com a tortura per haver amenaçat la seva seguretat. Tanmateix, cada vegada que remullen un drap en l'oli per cremar, la cua li creix més de manera que cal afegir-hi més draps. I així continuen fins que Ravana n'ha tingut prou i ordena que l'enllumenat comenci. No content amb la mofa que ha fet fins llavors, quan la cua està encesa, redueix dràsticament la seva mida, deslliurant-se també d'allò que l'immobilitzava amb la seva força sobrehumana. De sobte, salta per una finestra i comença a saltar de terrat en terrat, cremant tots els edificis per on va passant fins que la major part de la ciutat queda en flames. En veure que ha guanyat, decideix retornar cap a l'Índia.

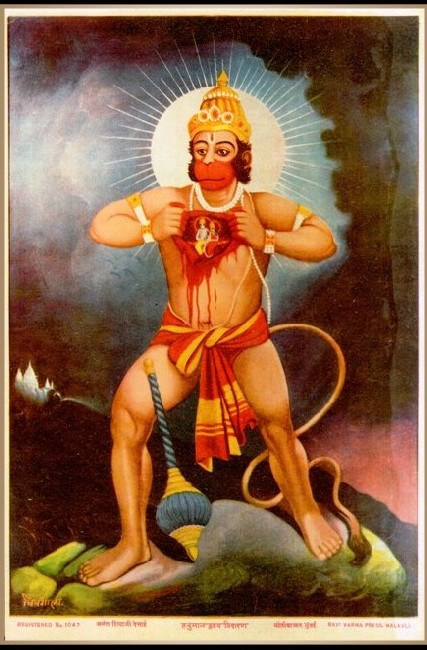
Hanuman mostrant el contingut del seu cor on hi trobem a Rama i Sita, postal (The Baroda Art Museum, Gujarat)

Al seu retorn, explica al seu grup tot el que ha passat i decideixen retornar cap a Kishkindha, on Rama els estava esperant. Al sentir que Sita estava fora de perill i que l'esperava, Rama va recollir l'exèrcit de Sugriva i va marxar cap a Lanka. Així comença la llegendària Batalla de Lanka.
En tota la llarga batalla, Hanuman va tenir un paper de general a l'exèrcit. Durant una intensa lluita, Lakshmana, el germà de Rama, va resultar ferit de mort. De fet, el final pot ésser funest sense l'ajuda d'una herba d'una muntanya de l'Himàlaia. Hanuman era l'únic que podia fer el viatge ràpidament, així que va ser enviat cap a les muntanyes. En arribar, va descobrir que hi havia moltes herbes semblants i tenia por d'equivocar-se. A fi d'evitar cap error, Hanuman va créixer fins a tenir la mida d'una muntanya, va arrencar la muntanya de la terra i la va fer volar cap a la batalla. Aquest acte és potser el més llegendari de la mitologia hindú.
Finalment, Rama revela els seus poders divins i es mostra com l'encarnació del déu Vishnu. Així mata a Ravana i a la resta de l'exèrcit demoníac. Un cop tot ha acabat, Rama torna a la seva llar d'Ayodhya per esdevenir rei. Després de beneir a tots els que el van ajudar a la batalla i oferir-los-hi regals. Hanuman agafa el que li pertocava i el llença. Molts cortesans, perplexos, s'enfaden. Hanuman els respon que, no necessita cap regal per recordar a Rama, ja que sempre estarà al seu cor. Alguns cortesans, encara molestos, li demanen una prova i Hanuman s'obre el pit, i al cor s'hi pot veure a Rama i Sita. Així, doncs, Hanuman es presenta com un autèntic devot; Rama el guareix i el beneeix amb la immortalitat, però Hanuman s'hi nega, només demanant un lloc als seus peus per adorar-lo. Colpit pels actes de Hanuman, Rama li concedeix la immortalitat igualment, que segons la llegenda, durarà només mentre Rama estigui viu.

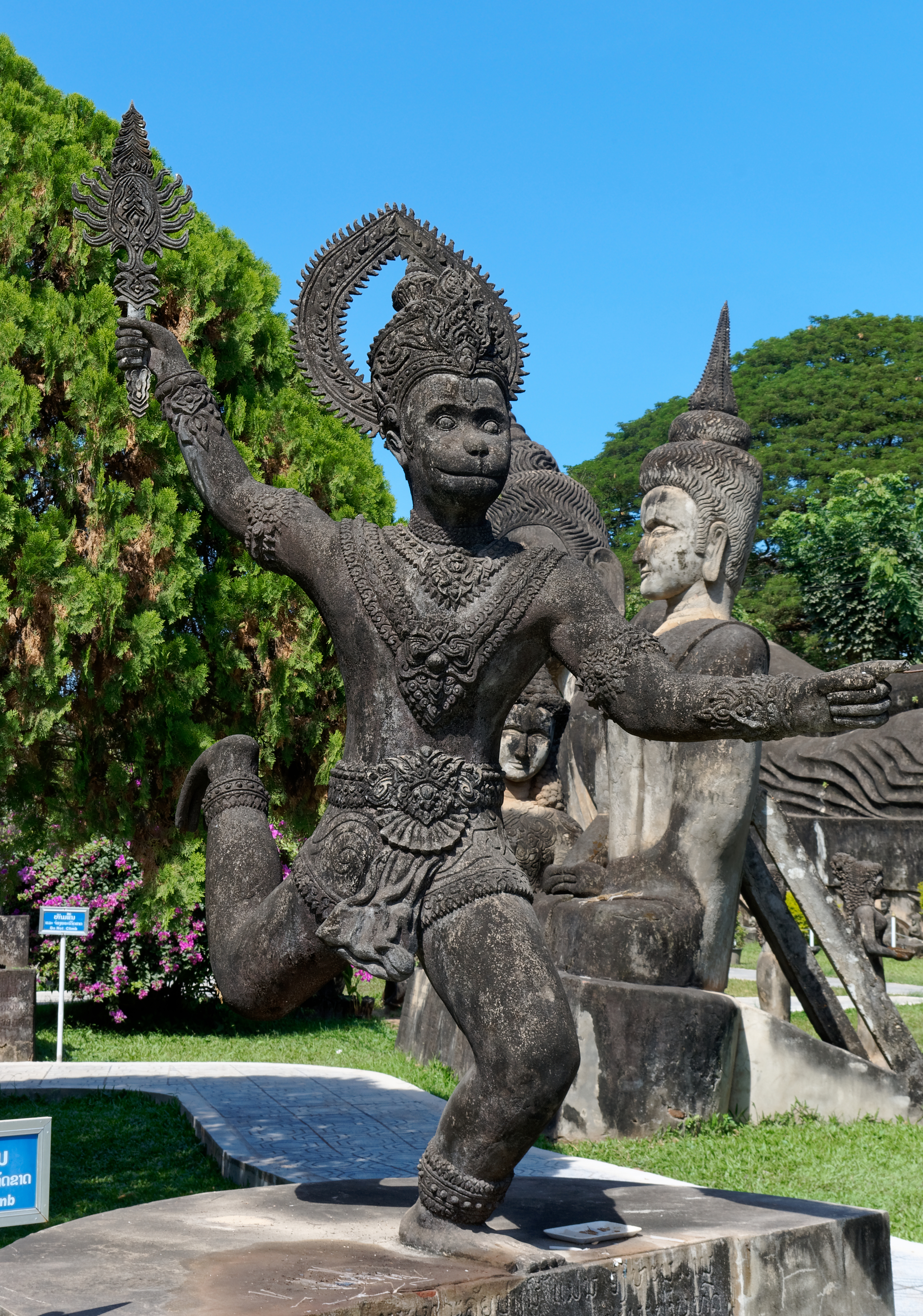
Escultura de pedra de Hanuman (Buddha Park Vientiane, Laos).

Segles després dels esdeveniments del Ramayana i durant els esdeveniments del Mahabharata, Hanuman es presenta com un semidéu gairebé oblidat que viu la seva vida en un bosc. Un dia el seu germanastre Bhima buscant flors per a la seva dona passà prop d'en Hanuman. Aquest últim se n'adona i decideix donar-li una lliçó, ja que Bhima presumia de la seva força sobrehumana. Val a dir, a més que en aquest moment els poders sobrenaturals eren molt més rars que en el Ramayana, si bé encara se'n podien trobar. Bhima es troba a Hanuman estirat a terra, feble. Li demana que es mogui, però no ho fa. Trepitjar a algú era considerat extremadament irrespectuós, per tant Hanuman li suggereix que li aixequi la cua per poder passar per sota. Bhima ho intenta, però no se'n surt de cap manera.
Bhima, humiliat, s'adona que el mico feble és una divinitat i li demana que reveli la seva identitat. Hanuman es mostra, per sorpresa de Bhima, i aquest l'abraça. Hanuman va profetitzar que Bhima es trobaria aviat formant part d'una terrible disputa, la que serà la guerra de Kurukshetra, i promet al seu germà Bhima que ell s'asseurà sobre la bandera del seu carro per cridar debilitant així el cor dels seus enemics. Satisfet amb la trobada, Hanuman es despedeix del seu germanastre i després de profetitzar la guerra èpica que es relata al Mahabharata, no se'l torna a veure més.

## Desenvolupament històric

### Arrels vèdiques
Per a alguns estudiosos, el lloc més important pre-Valmiki on apareix esmentat per primer cop el Proto-Hanuman és el Rigveda, col·lecció d'himnes sànscrits antics i sagrats de l'hinduisme, que formen part dels quatre grans textos vèdics. Els intents de trobar al·lusions a Hanuman i altres personatges i episodis als himnes vèdics, precedeix el període colonial i reflecteix l'esforç dels comentaristes sectaris èpics per subratllar l'autoritat vèdica de les seves interpretacions. Les especulacions acadèmiques sobre els precursors vèdics de Hanuman s'han centrat en l'únic passatge del Rigveda on apareix explícitament mencionat un mico: un enigmàtic i molt discutit himne al desè mandala o subantologia (10.86). Als vint-i-tres versos de l'himne és present com un diàleg, principalment, entre Indra i la seva dona Indrani, al qual ella li expresa el ressentiment que sent cap al que s'ha identificat con el Proto-Hanuman, un "mico viril" o "toro-mico", també anomenat "bèstia groga". L'himne s'obre amb Indrani queixant-se a Indra de que Vrishakapi ha usurpat o contaminat algunes de les ofrenes de Soma que havien estat destinades a ell (Indra) pel que ara la gent l'oblidaria. Indra respon dient-li a la seva dona que l'ésser viu (mico) és amic seu i que han de fer un esforç per conviure en pau. L'himne es tanca amb la conciliació dels tres, en una mena de compromís on aparentment comparteixen oblacions a casa d'Indra.

### Arrels tamils
Diverses interpretacions modernes com la de F. E. Pargiter (1852-1927) han considerat que el nom "Vrishakapi" és una al·lusió a l'arianització d'un culte indígena de l'adoració al mico. Pargiter especula que la forma del nom Hanuman podria ser una adaptació al sànscrit de l'antic terme tàmil per a "mico mascle", "ana-mandi". Govindchandra confirma aquesta teoria i assenyala que Hanuman de vegades és anomenat "Anumant" a la literatura pràcrita. Especula que els aris, enfrontats amb la deïtat dravidiana popular, van anomenar-lo per primera vegada "Vrishkapi" i més tard, quan van sentir anomenar aquesta deïtat amb el seu nom tàmil, la van distorsionar perquè s'ajustés a una etimologia sànscrita, creant una història explicativa que la recolzes.
Tanmateix, Murray Emeneau, conegut pels seus estudis lingüístics sobre el tàmil, indica que aquesta teoria no és viable perquè la paraula antiga tàmil mandia a la literatura de Caṅkam només pot significar "mico femení", i Hanuman és masculí. A més, el compost ana-mandi no té sentit semàntic en tàmil, ja que té unes regles semàntiques i gramàticals ben desenvolupades i sofisticades. L'etimologia de la “mandíbula destacada”, segons Emeneau, és per tant plausible.

### Èpica i Puranes

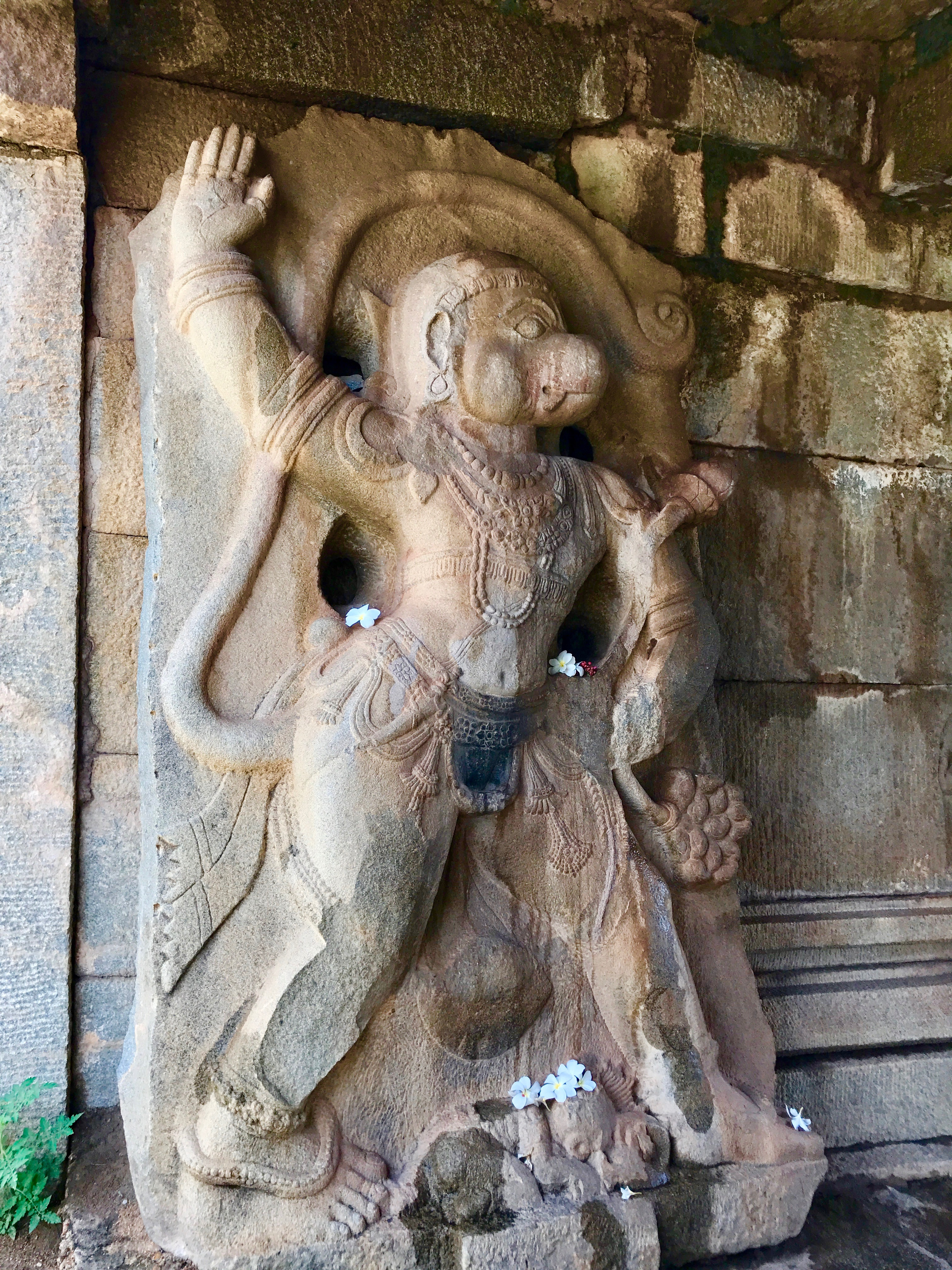
Escultura colossal de Hanuman, s. XV-XVI dC, temple de Madhava Ranga (Complex de Hampi, Karnataka).

Hanuman és l'únic personatge que apareix a les dues grans epopeies hindús, el Ramayana i el Mahabarata. En aquest segon, apareix representat com un vell mico, germà gran del guerrer Pandava, Bhima, fill de Vayu i Kunti. El missioner jesuïta Camille Bulcke del segle xx, en el seu Ramkatha: Utpatti Aur Vikas ("El conte de Rama: el seu origen i desenvolupament"), va proposar que la veneració de Hanuman podia tenir la seva base en els cultes de les tribus aborígens de l'Índia central.
Hanuman també s'esmenta a les Puranes. Aquesta llegenda medieval planteja a Hanuman com un avatar del déu Shiva cap al segle X dC (possiblement aquest desenvolupament va començar ja al segle viii). Hanuman s'esmenta com un avatar de Shiva o Rudra en els textos sànscrits d'època medieval com el Mahabhagvata Purana, l'Skanda Purana, el Brhaddharma Purana i el Mahanataka, entre d'altres. Aquest desenvolupament podria haver estat el resultat dels intents de xivaites d'inserir la seva devota ishta, deïtat estimada, als textos de vaixnaves.
Altres mitologies, com les que es troben al sud de l'Índia, presenten a Hanuman com un ésser que és la unió de Shiva i Vishnu, o associat a l'origen d'Ayyappa. L'obra Rasavinoda d'Odia, del segle xvii, de Dinakrishnadasa, continua mencionant que els tres déus, Brahma, Vishnu i Shiva, es van combinar per adoptar la forma de Hanuman.

### Tardà medieval i època moderna
Tal com exposa Catherine Ludvik en "The Rāmāyaṇa of Tulasīdāsa", la concepció del personatge Hanuman canvia progressivament des del "Valmiki Ramayana" del s.III aC fins al Ramcharitmanas de Tulasi Dasa, escrit c.1575. Hanuman passa de ser el missatger perfecte, a ser el devot ideal de Rama i es converteix en una personificació del seu mestre, en rendició completa a Raghupati. Segons estudiosos com Patrick Peebles i altres, durant un període de turbulència religiosa i domini islàmic del subcontinent indi, el moviment Bhakti i el ioga Bhakti orientat al devocionalisme, havia sorgit com una tendència important en la cultura hindú cap al segle xvi, i els Ramcharitmanas van presentar a Rama com un avatar de Vishnu, un ésser suprem i un déu personal digne de devoció, amb Hanuman com a devot amorós, ideal amb coratge llegendari, força i poders.
Hanuman va evolucionar i va sorgir en aquesta època com la combinació ideal de shakti i bhakti. Històries i tradicions populars del segle xvii i posteriors, van començar a reformular-se i presentar a Hanuman com un ésser diví, com a descendent de deïtats i com a avatar de Shiva. El seu prestigi va augmentar a causa de la devoció dels vilatans gràcies a la seva tasca com a protector de fronteres, per l'adoració dels ascetes ja que es considerava un iogui immortal i per l'admiració dels lluitadors ja que era un expert d'arts marcials ancestrals. El personatge es va representar cada cop amb menys pèl, més humanitzat, simbolitzant les virtuts estimades i els valors interns, digne de devoció en el seu propi dret. Els monjos hindús van fer-se soldats i van encomanar les seves organitzacions a Hanuman. Aquesta evolució del personatge, el paper religiós i cultural de Hanuman, així com la seva iconografia van continuar durant l'època colonial i en els temps post-colonials.
Els santuaris de Hanman han proliferat els darrers temps i atrauen una gran quantitat de devots. Tant la tradició literària com l'oral destaquen el paper del mico diví com intermediari i intercessor eficient. A més, també citen la seva realització dels dos principis complementaris del Sakti i del Bhakti (poder i devoció popular), així com la simplicitat del seu culte. Alhora còmic i còsmic, no-humà i sobrenatural, vaishnava i shaiva, militant i contemplatiu, Hanuman està assolint un paper creixent en la pràctica hindú.

## Trets destacats
Hanuman és una deïtat complexe, amb una sèrie de virtuts o característiques pròpies que el defineixen. Algunes de les més destacades són:
- Brahmachari (autocontrol): aquell que controla la seva luxúria a partir de totes les coses físiques del món material.
- Chiranjivi (immortalitat): diverses versions de Ramayana i del Rama Katha afirmen que cap al final, just abans que Rama i Lakshmana morin, Hanuman serà beneït amb la immortalitat. Ell formarà part de la humanitat per sempre, mentre la història de Rama continuï.[31]
- Bhakti: Hanuman es presenta com el devot exemplar (bhakta) de Rama i Sita. Textos hindús com el Bhagavata Purana, el Bhakta Mala, l'Ananda Ramayana i els Ramacharitmanas el presenten com algú talentós, fort, valent i espiritualment dedicat a Rama. Les històries de Rama, com el Ramayana i els Ramacharitmanas, alhora, presenten el concepte dhàrmic hindú de l'home ideal i virtuós i compassiu, proporcionant així el context pels atributs assignats a Hanuman.[32][33]
- Kurūp i Sundar: als textos hindús es descriu com a kurūp (lleig) a l'exterior, però sundar (bell per dins).[17]
- Kama-rupin: pot canviar la seva mida.[17] Utilitza aquest atribut per encongir-se i entrar a Lanka, mentre busca Sita, segrestat i empresonat a Lanka. Més endavant pren la mida d'una muntanya, fulgurant de brillantor, per mostrar el seu veritable poder a Sita.[34]

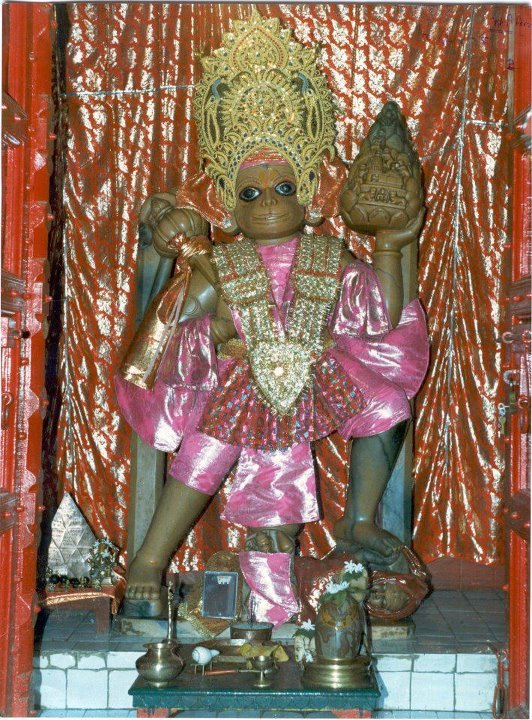
Hanuman busca la muntanya portadora d'herbes, escultura, s. XVIII (Temple de Sri Hanuman Purani, Dholpur, Rajasthan).

- Força: Hanuman és extraordinàriament fort, capaç d'elevar i portar qualsevol càrrega. També és anomenat Vira, Mahavira o Mahabala entre d'altres. Aquests noms fan referència a la seva força extraordinària. Durant la guerra èpica entre Rama i Ravana, el germà de Rama Lakshmana és ferit. Només es pot curar i es pot evitar la seva mort mitjançant una herba trobada en una determinada muntanya de l'Himàlaia. Hanuman salta i troba la muntanya. Allà, segons el Ramayana, Hanuman trobà que la muntanya estava plena de moltes herbes diferents i dubtà. Així doncs, aixecà tota la muntanya i la transportà fins a Lanka. La seva immensa força ajuda així a Lakshmana a recuperar-se de la seva ferida.[17] Aquesta llegenda és la base popular de la iconografia on se'l mostra volant i portant una muntanya al palmell.[17]
- Innovador: Hanuman es descriu com algú que afronta constantment grans dificultats, on l'adversari o les circumstàncies amenacen la seva missió i la seva pròpia existència. No obstant això, sempre troba una solució innovadora.[17]
- Yogui : En els textos medievals tardans i posteriors, com els de Tulasidas, els atributs de Hanuman inclouen l'aprenentatge de la filosofia vedanta de l'hinduisme, els Vedes, pel que és poeta, polimat, gramàtic, cantant i músic per excel·lència.[2][35]
- Eliminació d'obstacles: en la literatura devocional, Hanuman és capaç d'eliminar les dificultats.[35]

## Iconografia
La iconografia de Hanuman és molt variada, tanmateix en la majoria d'escultures i pintures se'l mostra amb un cos humà, cara i cua de mico. La forma més comuna de representar a Hanuman al nord de l'Índia és en forma de relleu esculpit en una tauleta de pedra. Amb el rostre cap a la dreta, sembla que corre d'esquerra a dreta, com si estigués a punt d'enlairar-se com a la seva lluita a Lanka. A vegades, també se'l representa volant en la mateixa direcció. En ambdós casos, la seva mà esquerra sempre resta alçada amb la palma oberta cap al cel amb el turó recolzat en ella. Amb la mà dreta sosté una maça, que també pot descansar sobre l'esquena. Els relleus abans mencionats són normalment coberts amb una pasta de safrà o vermillion. I encara que aquestes escultures no acostumen a tenir gaire detalls, en el cas de tenir-ne, quedarien enfosquits per aquesta pasta. A diferència de l'escultura, en pintura, el déu mico es representa amb la pell groga o daurada.
A les representacions més riques, Hanuman lluiex arracades fetes a partir d'un aliatge de cinc metalls. A més, també ostenta una corona en forma de casc, pel que els artistes no s'acostumen a preocupar pel seu cabell. És menys habitual que se'l representi portant una bandera o en un tron, la majoria d'artistes consideren que n'hi ha prou amb una maça. Encara que l'arc és una arma associada a Ram, ell també la porta en algunes icones, de la mateixa manera que el fil sagrat que li creua el pit en diagonal, que implica que era un brahman.
Com la majoria de divinitats hindús masculines, Hanuman va vestit. De vegades, però, l'artista opta per no caracteritzar-lo amb part superior de vestit, sino simplement un plec de tela que li cau sobre el pit en diagonal. Alguns dels ídols elaborats en forns a Gujarat, Hanuman porta un mantell blanc que li cobreix el seu tors, però no les seves cames. Als peus porta sandàlies de fusta, amb les que segons la tradició, hauria seguit al seu amo, Ram mentre estava a l'exili. Aquests ídols que s'han esculpit amb detall o les imatges que s'han pintat en un estil figuratiu convencional, també representen al déu portant diverses garlandes de flors i collarets.
La segona representació més popular de Hanuman és en la qual se'l mostra amb altres personatges centrals del Ramayana. En aquesta ell sol estar assegut o agenollat als peus de Ram en gest d'homenatge o salutació (Anjali mudra). En aquestes representacions, Rama sempre es mostra dempeus entre el seu germà Lakshman i la seva dona Sita. Els germans de Ram, Bharat i Shatrughn, sovint flanquegen els tres, en aquest cas es podrien mostrar a Ram i Sita asseguts al tron.
A l'època moderna, la seva representació als temples era habitual. Normalment es mostra esquinçant-se el pit amb les seves pròpies mans, on hi veiem a Ram, Sita, Lakshman i de vegades Bharat i Shatrughn, emmarcats al cor del devot suprem.
Al nord de l'Índia, el ioguis també han utilitzat la representació anicònica de Hanuman com una pedra rodona, com a mitjà per ajudar a centrar-se en els seus aspectes més abstractes.